# InterCity (Dänemark)

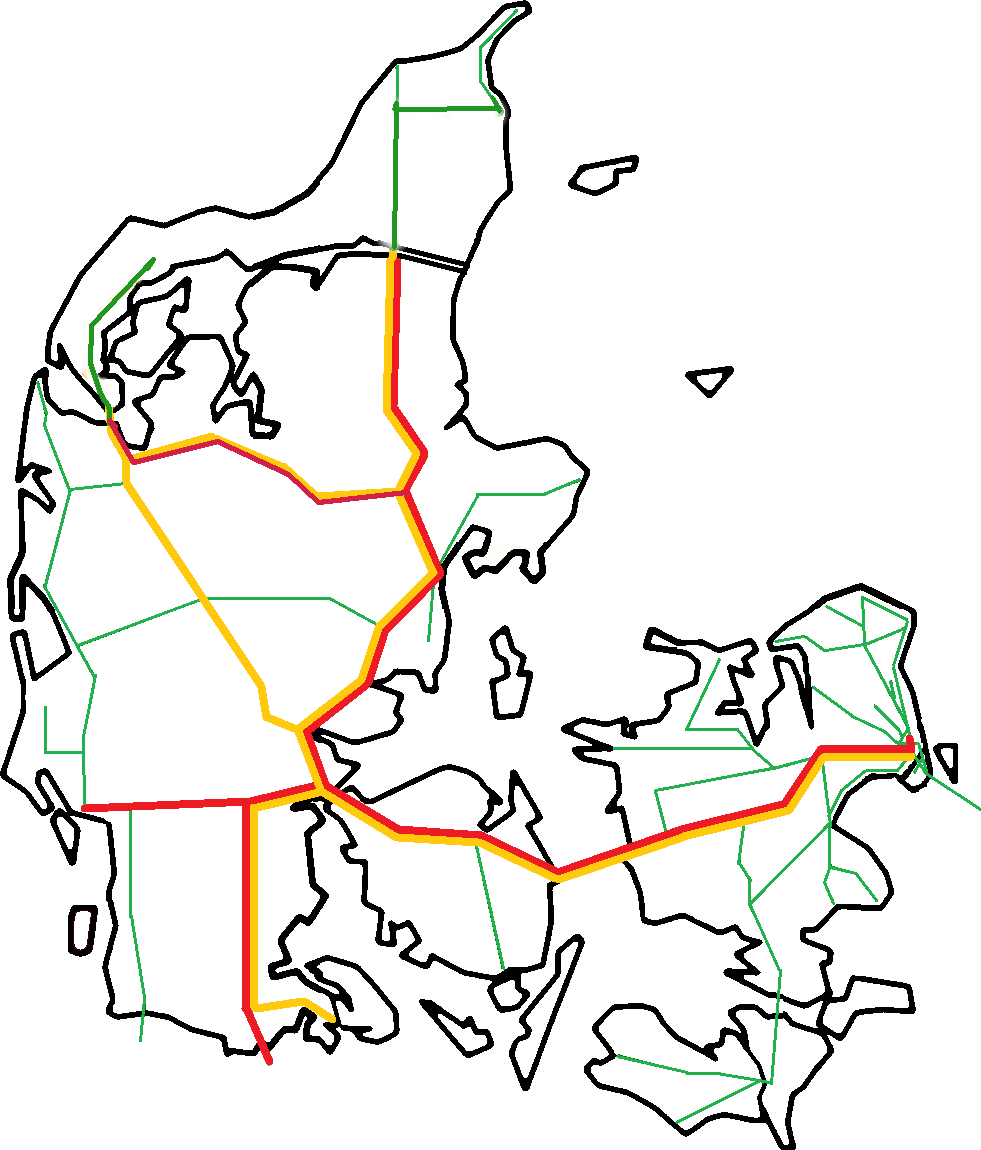
Dänisches InterCity-Netz 2020, mit InterCity in rot und InterCityLyn in gelb

Der InterCity (Kurzform: IC) in Dänemark ist eine national verwendete Zuggattung.

## Geschichte
1974 nahmen die Danske Statsbaner (DSB) den stündlichen InterCity-Verkehr zwischen Kopenhagen und Aarhus auf, der durch Verbindungen in andere Teile Jütlands ergänzt wurde. Die InterCity-Züge ersetzten alle Lyntog (Blitzzüge), die aus Triebwagengarnituren der Baureihe MA sowie zwischenzeitlich auch MB und MS gebildet wurden. Diese Triebwagen kamen nun neben Zügen mit Lokomotiven und Reisezugwagen auf den InterCity-Strecken zum Einsatz.
Im Laufe der Jahre wurden die stündlichen Verbindungen nach Norden bis Aalborg und Frederikshavn ausgedehnt. Mit Einführung der InterCity-Züge wurden zwei zusätzliche Eisenbahnfähren am Großen Belt eingesetzt, die zusammen mit den alten Fähren den Verkehr bis 1980/81 abwickelten. Dann wurde drei neue und größere Fähren gebaut, die als InterCityfähren bezeichnet wurden. Diese ermöglichte eine deutliche Steigerung des Verkehrsaufkommens.
1990/91 gingen die IC3-Dieseltriebzüge der Baureihe MF in Betrieb. Diese ersetzten die lokomotivbespannten Züge. Damit war es möglich, direkte Verbindungen zu unterschiedlichen Zielen herzustellen, da die Züge ab Kopenhagen unterwegs geteilt werden und auf verschiedenen Streckenteilen verkehren. 1997 ersetzten die IR4-Elektrotriebzüge der Baureihe ER die IC3-Züge auf der Strecke nach Sønderborg, die nunmehr als InterCityLyn verkehren.

## Einsätze
2024 verkehren keine InterCity-Züge planmäßig mehr nach Deutschland. Lokbespannte EC-Züge verkehren dafür im Zweistundentakt von Kopenhagen nach Hamburg mit Halt in Schleswig, Padborg, Kolding, Odense und Ringsted.
2022 befuhren InterCity-Züge nachfolgende Strecken, einige von ihnen jedoch nicht die gesamte Strecke:
- Stündlich Københavns Lufthavn – Kopenhagen H – Køge Nord – Odense – Fredericia – Aarhus H – Aalborg
  - Zweimal täglich Struer – Viborg – Aarhus H (nur Richtung Kopenhagen, Hinfahrt als InterCityLyn)
- Stündlich Østerport – Kopenhagen H – Roskilde – Odense – Kolding – Esbjerg
  - Zweimal / dreimal täglich Hamburg – Rendsburg – Flensburg – Fredericia – Aarhus H
  - Dreimal täglich Kopenhagen H – Odense – Kolding – Hamburg Hauptbahnhof (an Weihnachten ein zusätzlicher Nachtzug mit Halt in Flensburg und Neumünster – im Sommer mit Halt in Flensburg, Kiel und Neumünster)
  - Einige Züge in der Nacht zwischen Kopenhagen H und Aalborg

Darüber hinaus werden die InterCity-Züge durch InterCityLyn ergänzt.
Von 2000 bis 2017 verkehrte der InterCity Bornholm zwischen Kopenhagen und Ystad in Schweden.

## Zuggarnituren
Das InterCity-Netz wird mit Triebzügen der Typen MF, ER und MG betrieben:
- MF (IC3, InterCity) ist ein Dieseltriebzug mit drei Wagen, der ab 1990 in Betrieb genommen wurde. Er besitzt eine Gummi-Frontnase und speziell gestaltete Führerstände, die weggeklappt werden können, um den Übergang zwischen zwei miteinander verbundenen Triebzügen zu ermöglichen. Die MF decken den Hauptteil des InterCityLyn-Verkehrs ab und werden für allen Leistungen eingesetzt.
- ER (IR4, InterRegional) ist ein elektrischer Triebzug mit vier Wagen. Die Baureihe ist eine Weiterentwicklung der Baureihe MF. Züge der Typen MF und ER können gemeinsam im Zugverbund eingesetzt werden. Die Baureihe wurde ursprünglich als Regionalzug gebaut, wird aber seit 1997 auch als InterCity nach Sønderborg genutzt, da hier im Gegensatz zu den anderen Zielen die gesamte Strecke elektrisch befahren werden kann. ER werden zudem als Nahverkehrszüge nach Odense, Fredericia und Kolding verwendet.
- MG (IC4, InterCity) ist ein Dieseltriebzug mit vier Wagen. Es war als Ersatz für die Baureihe MF gedacht, aber technische Probleme haben dazu geführt, dass er nur bei wenigen zusätzlichen Abfahrten während der Hauptverkehrszeit und als Regionalzug zum Einsatz kommt.